# Atlantic Terminal
Atlantic Terminal, früher Flatbush Avenue, ist der westlichste Pendlerbahnhof der Long Island Rail Road (LIRR) in Brooklyn in New York City, Vereinigte Staaten. Der Kopfbahnhof befindet sich im westlichen Teil von Brooklyn im Stadtteil Fort Greene südöstlich von Downtown Brooklyn an der Kreuzung Flatbush Avenue, Hanson Place und Atlantic Avenue. Er bildet mit dem verbundenen U-Bahn-Knoten Atlantic Avenue–Barclays Center der New York City Subway den bedeutendsten Verkehrsknotenpunkt in Brooklyn.

## Beschreibung

Bahnhof Atlantic Terminal und U-Bahnen. Dreidimensionales Schichtenmodell erstellt aus Lidar-Vermessung zeigt Tiefenverhältnisse, Bahnsteige und Zugänge.

Das Atlantic Terminal ist ein unterirdischer sechsgleisiger Kopfbahnhof mit drei Inselbahnsteigen. Er ist barrierefrei ausgeführt mit Aufzügen, taktilen Warnstreifen und audiovisuellen Fahrgastinformationssystemen. Der Bahnhof liegt an der zum Bahnknoten Jamaica Station in Queens führenden Bahnlinie Atlantic Branch, die ab Jamaica Richtung Long Island als West Hempstead Branch fortgeführt wird. Die Bahnsteige des Bahnhofs befinden sich in der ersten Ebene unter dem Straßenniveau und sind direkt mit der U-Bahn-Station Atlantic Avenue–Barclays Center verbunden, deren Bahnsteige sich zum Teil ebenfalls in der ersten Ebene sowie in der dritten unteren Ebene befinden. Die zweite Ebene dient als Verteilerebene beziehungsweise Zwischengeschoss. Im Empfangsgebäude auf Straßenhöhe befinden sich die Ein- und Ausgänge, LIRR-Ticketschalter, MetroCard- und OMNY-Automaten sowie der Zugang zum angeschlossenen gleichnamigen Einkaufszentrum „Atlantic Terminal“. Die halbrunde Fassade des Empfangsgebäudes wird unter anderem von dem Streaminganbieter Paramount+ mittels Banner für die Werbung von Spielfilmen und Serien genutzt. Der Bahnhof liegt in der Tarifzone City Terminal Zone der LIRR (Zone 1).
Zum Atlantic Terminal gehört der Abstellbahnhof Atlantic Yards, gelegen an der nach Jamaica führenden Bahnstrecke zwischen Atlantic Avenue und Pacific Street sowie 6th Avenue und Vanderbilt Avenue im angrenzenden Stadtteil Prospect Heights. Auf diesem Bahngelände bestand seit ca. 1908 der Vanderbilt Avenue Freight Yard. Im Zuge des Städtebauprojekts Pacific Park wurde die Anlage saniert und soll bis 2035 ähnlich wie bei den Hudson Yards mit Plattformen bedeckt werden, auf denen Wohngebäude erbaut werden sollen.

## Geschichte

Streckennetz der LIRR: Atlantic Terminal ganz links mittig

Der Bahnhof wurde am 2. Juli 1877 mit der Stationsbezeichnung Flatbush Avenue an Stelle des 1852 erbauten Durchgangsbahnhofs „Brooklyn“ eröffnet. Neben dem Personenbahnhof Flatbush Avenue lag zwischen den Straßen Hanson Place und Fort Greene Place ein Güterbahnhof. Anfang des 20. Jahrhunderts fand eine umfangreiche Rekonstruktion des bis dahin oberirdischen Bahnhofs statt. Die Gleise wurden unterirdisch verlegt und der Bahnhof erhielt auf Straßenniveau ein neues Empfangsgebäude im Stil der Neorenaissance. Der Bahnhof wurde am 1. April 1907 wieder in Betrieb genommen. Zur 1908 eröffneten U-Bahn wurde eine Verbindung für durchgehende LIRR-Züge nach Manhattan geplant und baulich vorbereitet, aber nicht genutzt. Im Vorfeld des Bahnhofs gab es einen größeren Güter- und Betriebsbahnhof: Bis zu den Umbauten 1904 bis 1906 war es der Carlton Avenue Yard zwischen 6th Avenue und Carlton Avenue, der bis ca. 1910 nach Osten zur Vanderbilt Avenue und nach Westen bis nahe der 5th Avenue erweitert wurde und dann Vanderbilt Avenue Yard genannt wurde.
In den 1940er Jahren fand eine weitere Renovierung statt. Das 1907 erbaute Empfangsgebäude wurde 1988 wegen Rückgangs der Passagierzahlen und Vandalismus geschlossen und verfiel. Von 2000 bis 2010 wurden der Bahnhof und die U-Bahn-Station renoviert und umgebaut. Im Zuge dessen entstanden das Einkaufszentrum „Atlantic Terminal“ und das neue vom Architekturbüro di Domenico + Partners entworfene Empfangsgebäude. Am 5. Januar 2010 wiedereröffnet, wurde der Bahnhof im März 2010 nach dem sechs Jahre dauernden Umbauprojekt in Atlantic Terminal umbenannt.

## Verbindungen
- Vom Atlantic Terminal verkehren die Züge zum Bahnknoten Jamaica Station im benachbarten Stadtbezirk Queens. Dort bestehen Umsteigemöglichkeiten zu den Zügen Richtung Osten nach Long Island sowie Richtung Long Island City und zu den Bahnhöfen Grand Central Madison und Pennsylvania Station in Manhattan. Vom Bahnhofsteil Jamaica Station - Sutphin Boulevard gelangt man mit dem AirTrain JFK zum Flughafen New York-JFK.
- An Spieltagen des in der benachbarten Multifunktionsarena Barclays Center beheimateten Basketballteams Brooklyn Nets ist das Terminal ein wichtiger Ankunftsort für die Zuschauer, sodass an diesen Tagen zusätzliche Züge den Bahnhof bedienen.[10]
- Im Bahnhof besteht ein direkter Übergang zu Atlantic Avenue–Barclays Center der New York City Subway. Bis 2012 hieß dieser U-Bahnhofskomplex Atlantic Avenue–Pacific Street.[11] Er vereint U-Bahnhöfe an drei verschiedenen Strecken:[12]
  - Atlantic Avenue  der IRT Eastern Parkway Line, eröffnet 1908, liegt in Ebene -1 gleichauf neben den Anlagen der Long Island Rail Road.[13][14]
  - Pacific Street  der BMT Fourth Avenue Line, eröffnet 1915, liegt in Ebene -3
  - Atlantic Avenue  der BMT Brighton Line, eröffnet 1920, liegt in Ebene -4
- Für den Busverkehr der MTA befinden sich vor dem Empfangsgebäude Haltestellen, die von den Linien B41, B45, B63, B65, B67 und B103 bedient werden.

## Galerie

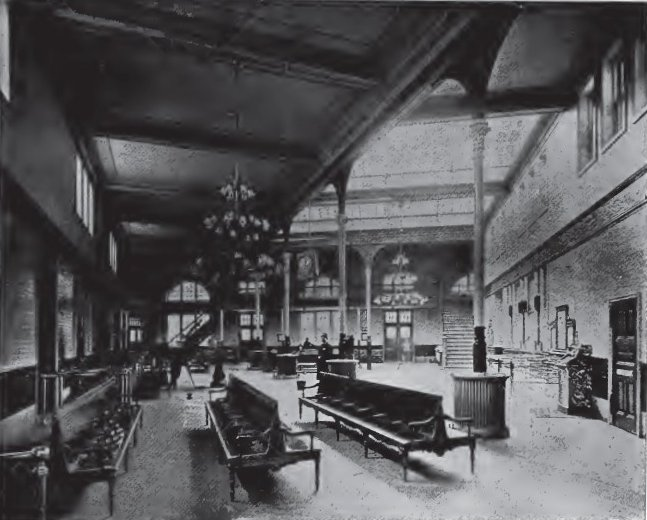
Bahnhofshalle im Jahr 1893
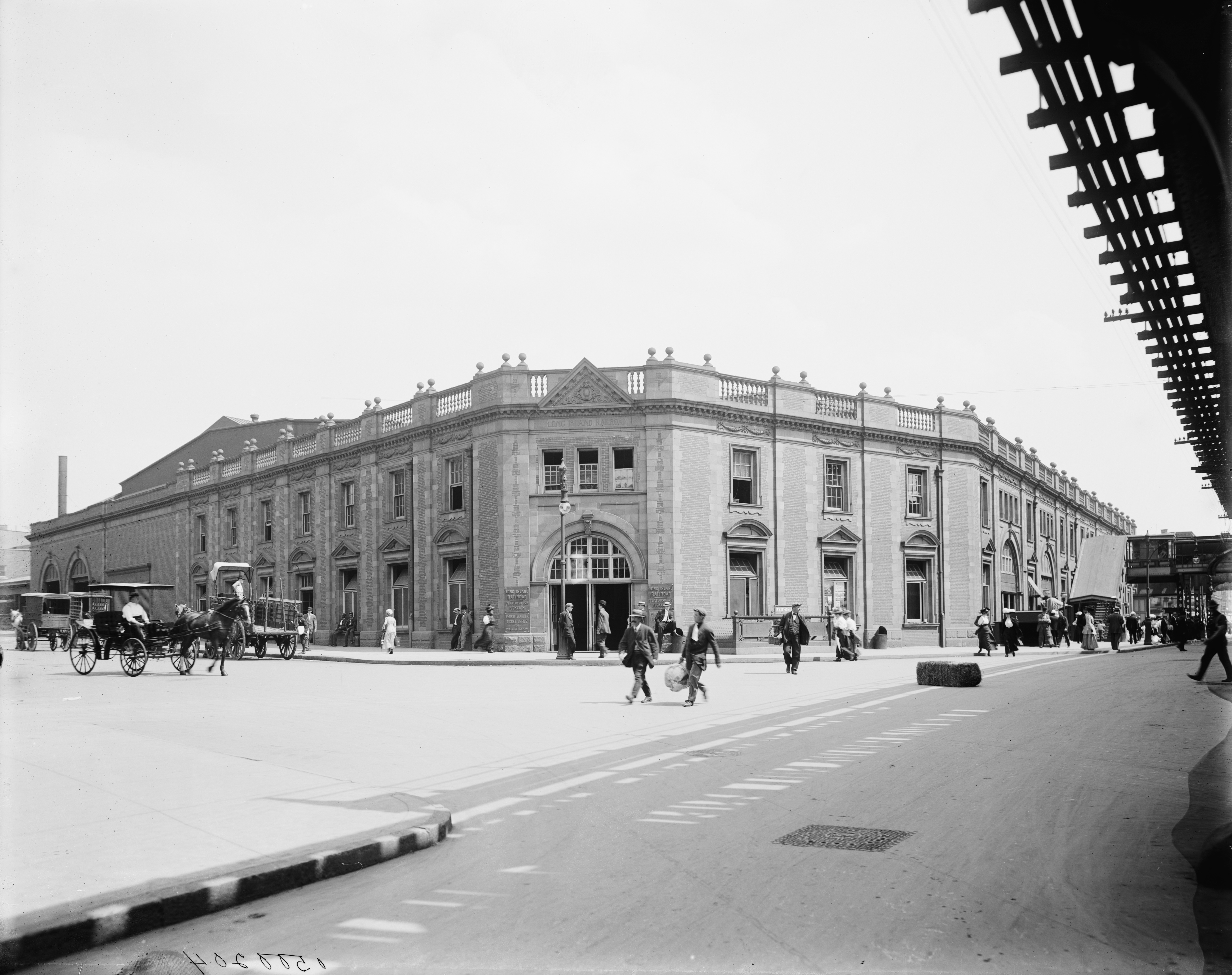
Das 1907 erbaute Empfangsgebäude
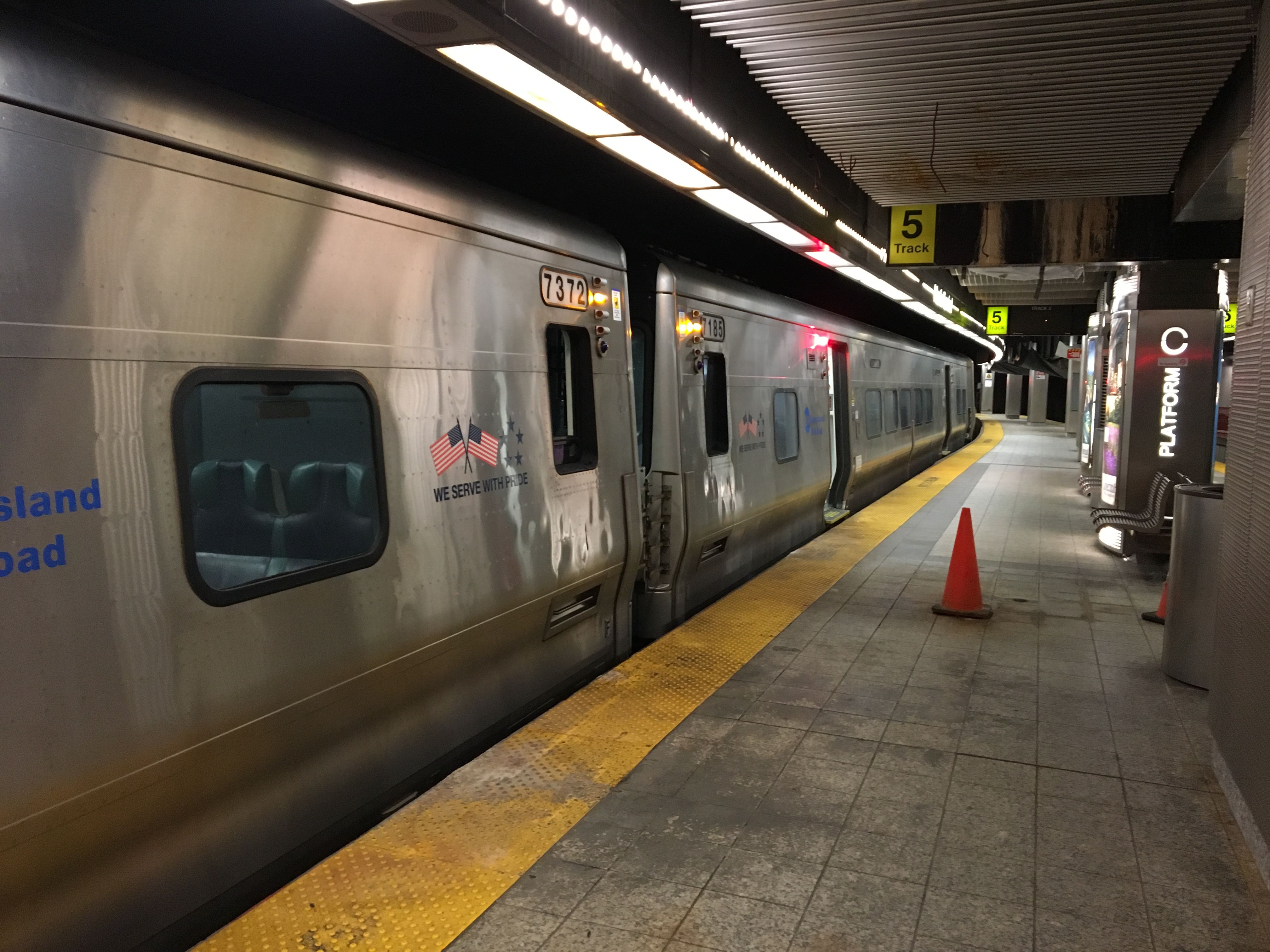
Der Bahnsteig 5 im Jahr 2019
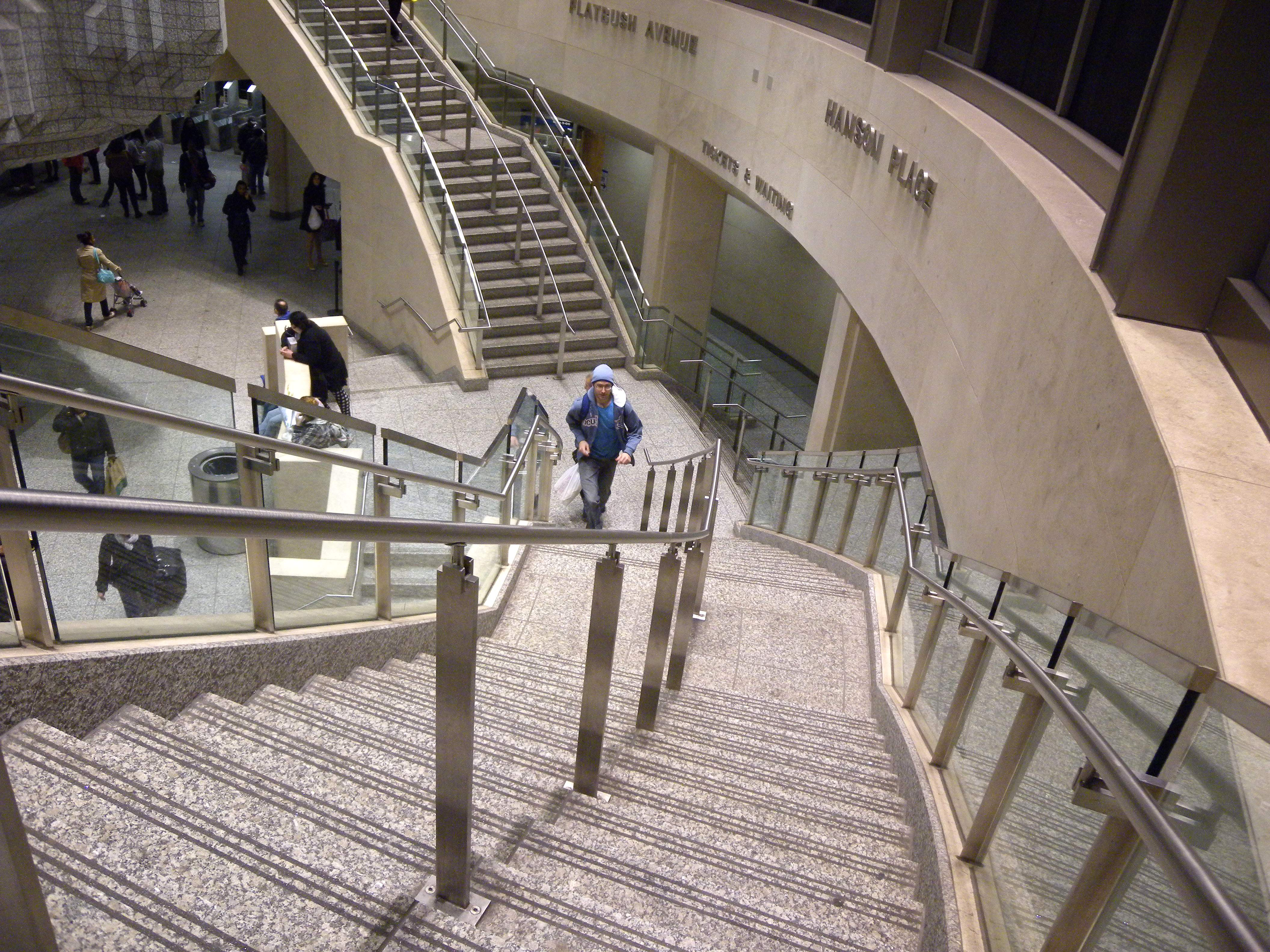
Treppenanlage in der Empfangshalle